# Eremophila alatisepala
Eremophila alatisepala är en flenörtsväxtart som beskrevs av R.J. Chinnock. Eremophila alatisepala ingår i släktet Eremophila och familjen flenörtsväxter. Inga underarter finns listade i Catalogue of Life.